# اللغات القوقازية الشمالية
اللغات القوقازية الشمالية (تسمى أحيانًا القوقازية فقط على غرار الكارتفيلينة، ولتجنب الالتباس مع "العرق القوقازي") هو مصطلح عام يشير إلى اثنين من أسر اللغات المنطوقة بشكل رئيسي في شمال القوقاز وتركيا: وهما: أسرة القوقازية الشمالية الغربية (البنطس والأبخازية الأديغية والشركسية والقوقازية الغربية) وأسرة القوقازية الشمالية الشرقية (القزوينية والناخوية الداغستانية والقوقازية الشرقية)؛ وتتضمن الأخيرة أسرة القوقازية الشمالية الوسطى (الناخوية) سابقًا.
يعتقد بعض اللغويين، وخصوصًا سيرغي ستاروستين (Sergei Starostin) وسيرغي نيكولاييف (Sergei Nikolayev) أن الأسرتين انبثقتا من أسرة لغات مشتركة سابقة يعود تاريخها إلى ما قبل خمسة آلاف سنة. ومع ذلك، فمن الصعب تقييم مدى صحة هذا الرأي، وهكذا يظل مثيرًا للجدل.
يوجد حوالي 34 إلى 38 لغة قوقازية شمالية حية أو ميتة مختلفة.

## التصنيف الداخلي
فيما بين اللغويين الذين يدعمون فرضية القوقازية الشمالية، يعد التقسيم الرئيسي بين القوقازية الشمالية الشرقية والقوقازية الشمالية الغربية أمرًا محسومًا. ولكن تظهر المشكلات عندما يتعلق الأمر بالتركيب الداخلي لأسرة اللغات القوقازية الشمالية الشرقية نفسها. ولم يتم التوصل حتى الآن إلى اتفاق عام في هذا الصدد. ويستند التصنيف التالي إلى نيكولاييف وستاروستين (1994):
الأبخازو أديغية
الحيثية
الناخوية الداغستانية
الناخوية
الحورية الأورارتية
الداغستانية
الآوارية الآنديّة الديدوية
اللاكية الدارجوية
اللزكّية

## مقارنة بين أسرتي اللغتين
تتمثل أوجه التشابه الرئيسية الملموسة بين أسرتي اللغتين في أنظمتهما الصوتية. ولكن قواعدهما النحوية مختلفة تمامًا.

### أوجه التشابه الرئيسية
تتسم الأسرتان بمستويات عالية من التعقيد الصوتي، والتي تتضمن انتشار استخدام النطق الثانوي. وتحتوي لغة الوبخ (الشمال الغربي) على 84 حرفا صامتا، بينما يُعتقد أن لغة الآركي (الشمال الشرقي) تضم 76 حرفًا صامتًا.
وقد تم وضع قائمة تضم المشتركات اللفظية المحتملة. ومع ذلك، ربما يكون معظمها ألفاظا دخيلة أو مجرد مصادفات؛ حيث أن معظم المورفيمات في أسرتي اللغتين قصيرة للغاية (كثيرًا ما تتكون من حرف صامت واحد).

### أوجه الاختلاف الرئيسية
تتميز اللغات القوقازية الشمالية الشرقية بدرجة عالية من التعقيد المورفيمي في الاسم. على سبيل المثال، في لغة التسيز، تتقاطع سلاسل من الحالات المكانية مع سلاسل من اللواحق محددة الحركة ذات الصلة بالمكان، وبالتالي تُنتج مصفوفة مكونة من 126 لاحقة مكانية (التي بناءً على التحليل، كثيرًا ما توصف على أنها حالات اسمية).
وعلى النقيض، فإن أنظمة الأسماء القوقازية الشمالية الغربية تعاني من فقر نسبي في المورفيم، وتضم غالبًا حالتين أو ثلاث حالات مميزة فقط. ولكنها تجتمع مع تراكيب فعلية معقدة للغاية: وهي المبتدأ والمفعول به المباشر والمفعول به غير المباشر والمفعول لأجله، ويتم التعبير عن معظم الوظائف المحلية في الفعل.

### بعض المقارنات
| الضمائر الشخصية | الضمائر الشخصية            | الضمائر الشخصية            | الضمائر الشخصية            | الضمائر الشخصية            | الضمائر الشخصية            | الضمائر الشخصية | الضمائر الشخصية |
| الشخص           | القوقازية الشمالية الشرقية | القوقازية الشمالية الشرقية | القوقازية الشمالية الشرقية | القوقازية الشمالية الشرقية | القوقازية الشمالية الشرقية | بي إن دبليو سي  | بي إن سي        |
| الشخص           | بي إن                      | بي دي إل                   | بي إل كيه                  | بي إيه إيه تي              | بي إن أي سي                | بي إن دبليو سي  | بي إن سي        |
| --------------- | -------------------------- | -------------------------- | -------------------------- | -------------------------- | -------------------------- | --------------- | --------------- |
| 1               | *su-                       | *du                        | *zʷə-                      | dVpal                      | *zʷə-                      | *sA             | *zo:            |
| 2               | *ħu-                       | *ħʷə                       | *ʁʷə-                      | dVlab/mV                   | *ʁʷə-                      | *wA             | *u̯o:/*ʁwV:      |
| 4i              | *way                       | *-χ:a                      | *χ:ə-                      | *iλi:                      | *łi:- (?)                  | *šʲə/t:a/χ:a    | *Lä:            |
| 4e              | *tχu-                      | *žu                        | *žʲə                       | *iši:                      | *z⇨ʲə-                     | *šʲə/t:a/χ:a    | *ži             |
| 5               | *šu-                       | *-š:a/zu                   | *žʷə                       | *biš:di                    | *z⇨ʷə-                     | *sʷV            | *źwe            |

الاختصارات: بي إن = البروتو الناخوية، بي دي إل = البروتو الدارجوية اللاكية، بي إل كيه = البروتو اللزكّية الأثنولوغية، بي إيه إيه تي = البروتو الأوارية الأنديّة التسيزية، بي إن أي سي = البروتو القوقازية الشمالية الشرقية، بي إن دبليو سي = البروتو القوقازية الشمالية الغربية، بي إن سي = البروتو القوقازية الشمالية
| الرقم | بي إن أي سي (ش) | بي إن أي سي (ن) | بي إن دبليو سي (ش) | بي إن دبليو سي (ك) | بي إن سي      |
| ----- | --------------- | --------------- | ------------------ | ------------------ | ------------- |
| 1     | *c(h)a          | #c(ʕ)V          | *za                |                    | *cHǝ̆          |
| 2     | *qʷ’a           |                 | *t’qʷ’a            | *t’q’o             | *q̇Hwǟ         |
| 3     | *ɬeb (?)        |                 | *λ:ə               | *(y-)x̂ə/a          | *ƛHĕ          |
| 4     | *əmq(ʷ)’i       |                 | *p’λ’a             |                    | *hĕmq̇ɨ        |
| 5     | *x̂ʷə            | #(W)=ƛƛi/ƛƛwi   | *sx̂ʷə              | *(w-/y-)ćx̂ə        | *f_ɦä̆         |
| 6     | *renɬə-         |                 | *ɬʷə               | *(w-)x̂cə           | *ʔrǟnƛ_E      |
| 7     | *u̯ərδ (?)       |                 | *bδə               |                    | *ʡĕrŁ_ɨ̆       |
| 8     | *mbərδ          |                 | ---                | *(w-/y-)ɣə/a       | *bǖnŁ_e (˜-a) |
| 9     | *wərč’          |                 | *bğʷʲə             | *-ɣə́               | *ʔĭlć̣wɨ       |
| 10    | *wəc’           |                 | *bć’ʷə             | *(p-/w-)źə́/źá      | *ʡĕnc̣Ĕ        |

الاختصارات: (ن) = نيكولز (Nichols)، (ش) = شولز (Schulze)، (ك) = كولارسو (Colarusso)

## النقد
لا يوافق جميع العلماء على وحدة اللغات القوقازية الشمالية، وبعض الذين يعتقدون أن أسرتي اللغتين مرتبطتان، أو ربما يكونان كذلك، لا يقبلون المنهجيات التي استخدمها نيكولاييف وستاروستين.